# Arrans
Arrans település Franciaországban, Côte-d’Or megyében. Lakosainak száma 63 fő (2022. január 1.). Arrans Verdonnet, Rougemont, Saint-Rémy, Asnières-en-Montagne, Montbard és Buffon községekkel határos.

## Népesség
A település népességének változása:
| Lakosok száma | 71   | 85   | 82   | 69   | 66   | 74   | 73   | 70   | 66   | 63   |
|               | 1968 | 1982 | 1999 | 2006 | 2011 | 2015 | 2017 | 2018 | 2020 | 2022 |